# Bulbophyllum curvibulbum
Bulbophyllum curvibulbum là một loài phong lan thuộc chi Bulbophyllum.